# Kapelle St. Joseph-Stift (Bremen)

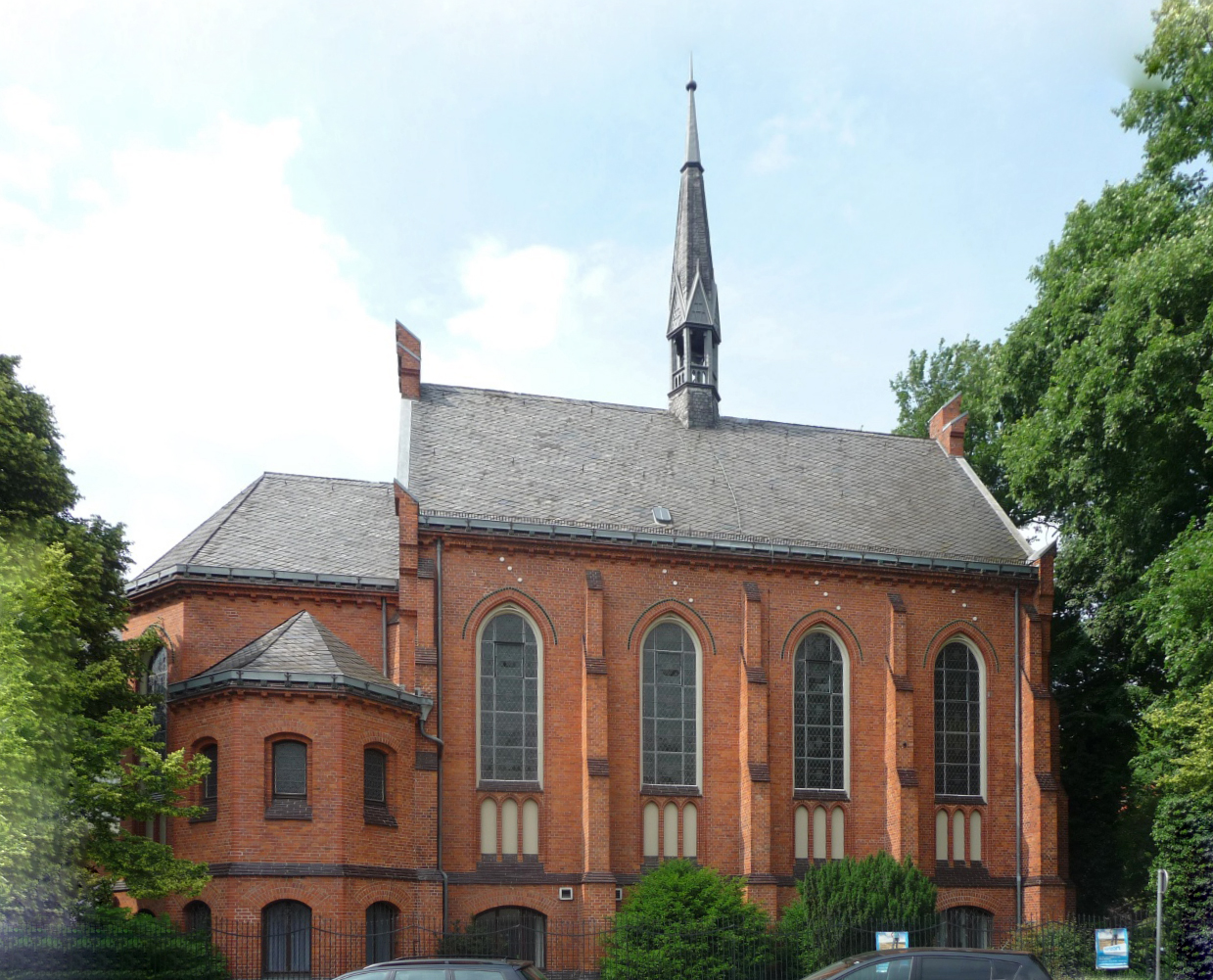
Kapelle des St. Joseph-Stift in Bremen

Die Kapelle St.-Joseph-Stift ist die zum Krankenhaus St.-Joseph-Stift gehörende Kapelle im Bremer Stadtteil Schwachhausen. Sie wurde gemeinsam mit dem nördlich angrenzenden Gründungsbau des Krankenhauses 2021 unter Denkmalschutz gestellt.
Das Krankenhaus St.-Joseph-Stift ist eine Einrichtung der konfessionellen und gemeinnützigen Krankenhausgruppe Franziskus-Stiftung. Die im neugotischen Stil gehaltene Krankenhauskapelle wurde nach Plänen der Bremer Architekten Friedrich Wellermann und Paul Frölich als zweiter Kirchenbau an der Stelle einer ersten Kapelle errichtet, da diese nach wenigen Jahren zu klein geworden war. Der Grundstein wurde am 5. August 1901 gelegt, im Jahr danach wurde der heutige Bau fertiggestellt.
Der Altarraum und die Ausmalung der Kirche wurden 1995 erneuert. Die Form des Altars, des Tabernakelorts und der Kanzel ist nach dem Taukreuz gestaltet, dem Symbol des Franziskanerordens. Franz von Assisi ist Patron der Mauritzer Franziskanerinnen, die rund 140 Jahre lang im St. Joseph-Stift tätig waren.
Im hinteren Bereich der Kirche befindet sich neben dem Eingang ein Bild des heiligen Franziskus, sowie an der Rückseite der Kapelle das Bild der „Gottesmutter von der Immerwährenden Hilfe“, eine Ikone, die dem Krankenhaus zu Beginn des 20. Jahrhunderts von dem damaligen päpstlichen Legaten geschenkt wurde.
Die Kapelle gehört wie die Kirchen St. Ursula und St. Georg zur katholischen Pfarrei St. Katharina von Siena. Es finden dort sowohl katholische als auch evangelisch-lutherische Gottesdienste statt. Über den Haupteingang des Krankenhauses ist die Kapelle rund um die Uhr barrierefrei erreichbar. Sie ist vor allem ein Ort der Stille und des Gebets für Pflegepersonal, Klinikmitarbeiter, Patienten und Besucher.